# Theodore Sturgeon
Theodore Sturgeon (New York, 26 februari 1918 – Eugene, Oregon, 8 mei 1985) was een Amerikaans sciencefictionschrijver.
Hij werd geboren als Edward Hamilton Waldo. In 1929 trouwde zijn moeder, na een scheiding, met William Sturgeon. Edward veranderde zijn voornaam in Theodore, wat beter overeenkwam met zijn roepnaam 'Ted'.
Sturgeon verkocht zijn eerste SF-verhaal in 1939. Hij schreef in het begin van zijn carrière voornamelijk korte verhalen voor tijdschriften als  Astounding Science Fiction. Wanneer twee verhalen van hem in hetzelfde nummer verschenen, gebruikte hij het pseudoniem "E. Waldo Hunter". Als ghostwriter heeft hij ook een Ellery Queen-roman geschreven, The Player on the Other Side (1963).
Veel van Sturgeons werk heeft een poëtisch karakter. Hij beïnvloedde de leesbeleving door het gebruik van een schrijftechniek, genaamd 'ritmisch proza'. Zijn werk kenmerkt zich verder door menselijkheid en medegevoel met personen aan de rand van de samenleving.
Zijn wereldberoemde roman Meer dan menselijk wordt - naast de Foundation-septologie van Isaac Asimov en Space Odyssey-reeks van Arthur Clarke - gezien als een meesterlijk relaas van een bonte, wilde groep jonge mensen met vreemde talenten die zich, tezamen gedreven, ontpoppen als een Gestalt met innovatieve vermogens. Met de aangrijpende verhaallijn behoort deze roman tot de schaarse klassieken uit de fantastische literatuur. Sturgeon won hiermee de prestigieuze International Fantasy Award naast illustere voorgangers als Tolkien en Simak.
Sturgeon schreef screenplays voor enkele van de beste Star Trekepisodes, zoals Shore Leave, The Joy Machine en Amok Time (1967, later gepubliceerd als boek in 1978). Hij introduceerde de pon farr, de paringscyclus van de Vulcans en de prime directive, het leidende gedragsprincipe bij contact met primitievere beschavingen.
Sturgeon won de Hugo Award en de Nebula Award met de 'novelette' Slow Sculpture (1970). Hij kreeg de World Fantasy Award voor zijn gehele oeuvre in 1985. Hij won relatief weinig prijzen, omdat zijn beste werk gepubliceerd werd voordat ze waren ingesteld. Hij heeft wel een grote invloed uitgeoefend op schrijvers als Harlan Ellison, Samuel R. Delany, Ray Bradbury en Kurt Vonnegut. Vonnegut zou Kilgore Trout gebaseerd hebben op Theodore Sturgeon.
De Theodore Sturgeon Memorial Award is sinds 1987 een jaarlijkse literaire prijs die wordt uitgereikt door de Theodore Sturgeon Literary Trust en het Center for the Study of Science Fiction aan de Universiteit van Kansas aan de auteur van het beste korte sciencefictionverhaal dat in het voorgaande kalenderjaar in het Engels is gepubliceerd.

## Gedeeltelijke bibliografie
Romans
- The Dreaming Jewels, ook uitgebracht als The Synthetic Man (1950) - Nederlandse uitgave: De Dromende Juwelen
- More Than Human (1953) - Nederlands: Meer Dan Menselijk
- The King and Four Queens (1956)
- I, Libertine (1956, als "Frederick R. Ewing")
- The Cosmic Rape (1958)
- Venus Plus X (1960) - Nederlands: Venus Plus X
- Some of Your Blood (1961) - Nederlands: Een Beetje Bloed van Jou
- Voyage to the Bottom of the Sea (1961) - Nederlands: Reis naar het diepste van de zee
- The Rare Breed (1966)
- Godbody (1986)

Verhalenbundels
- The Worlds of Theodore Sturgeon (1972) - Nederlands: De Werelden van Theodore Sturgeon
- The Complete Stories of Theodore Sturgeon (uiteindelijk dertien delen)